# Islandia en los Juegos Olímpicos de Barcelona 1992
Islandia estuvo representada en los Juegos Olímpicos de Barcelona 1992 por un total de 27 deportistas que compitieron en 6 deportes.  
El portador de la bandera en la ceremonia de apertura fue el yudoca Bjarni Friðriksson. El equipo olímpico islandés no obtuvo ninguna medalla en estos Juegos.